# Stenocharta flavicollis
Stenocharta flavicollis là một loài bướm đêm trong họ Geometridae.